# Јошаница (Лепосавић)
Јошаница је насеље у општини Лепосавић на Косову и Метохији. Припада месној заједници Лепосавић. Село се налази 6 km југозападно од Лепосавића у долини реке Јошанице, леве притоке Ибра. Куће су лоциране са обе стране реке и пута који води ка Црнцу. Село је добило назив по дрвету званом јова које расте на влажном земљишту око реке, где и данас доминира. Назив села се први пут помиње у Повељи краља Стефана Милутина 1315. године Манастиру Бањска. На брежуљку изнад села стоје остаци цркве која је била посвећена Васкресењу Христовом. Око црквишта је старо српско гробље. Поред сеоског пута очувана су четири лепа примерка крајпуташа — надгробних споменика са записима. Ту су сахрањена четворица војника који су у Првом светском рату умрли у мађарским и аустријским концентрационим логорима. Ови крајпуташи су законом заштићени као историјски споменици.
У Јошаници постоји четвороразредна школа, коју похађа 11 ученика, школа је у саставу подручне школе Слободан Пенезић Крцун из Лепосавића.

## Демографија
- попис становништва 1948: 198
- попис становништва 1953: 208
- попис становништва 1961: 243
- попис становништва 1971: 270
- попис становништва 1981: 241
- попис становништва 1991: 231

У насељу 2004. године живи 243 становника и има 55 домаћинстава. Родови који живе у овом селу су: Бараћ, Ратковић, Ивановић, Миљојковић, Павловић, Милосављевић, Видосављевић, Вулићевић, Танасковић, Мићовић, Миловановић, Деспотовић, Трбољевац, Крстић, Рашковић, Ђоковић.